# Seweroistotschen

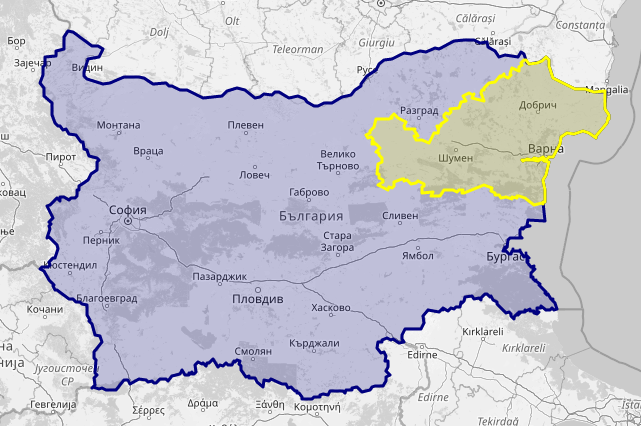
Lage in Bulgarien

Seweroistotschen (bulgarisch Североизточен, Deutsch: Nordosten) ist eine der sechs Planungsregionen in Bulgarien auf der Ebene NUTS 2. Wie andere Planungsregionen hat sie keine Verwaltungsbefugnisse. Ihre Hauptaufgabe ist die Koordinierung regionaler Entwicklungsprojekte und die Verwaltung von EU-Mitteln. Das Planungszentrum der Region liegt in der Stadt Warna.
Im Osten grenzt die Region an das Schwarze Meer. Der Fluss Kamtschija fließt durch die Region. Wichtig für die regionale Wirtschaft ist insbesondere der Tourismus.

## Geografie
Die Region besteht aus folgenden vier Oblasten:
- Oblast Targowischte
- Oblast Warna
- Oblast Schumen
- Oblast Dobritsch

## Demografie
Die Einwohnerzahl lag im Jahr 2020 bei 924.870 Personen.

## Wirtschaft
Im Jahr 2018 lag das regionale Bruttoinlandsprodukt je Einwohner, ausgedrückt in Kaufkraftstandards, bei 41 % des Durchschnitts der EU-27.